# Hugh MacColl
Hugh MacColl (ur. 11 stycznia 1837, zm. 27 grudnia 1909 w Boulogne-sur-Mer) – szkocki matematyk i logik. Wniósł nowatorskie, pluralistyczne podejście do logiki. Autorstwo wielu z jego pomysłów i idei zostało przypisane jego następcom.
Oprócz prac naukowych, MacColl publikował również powieści. W powieści fantastycznonaukowej pt. Mr. Stranger’s Sealed Packet (1889) przedstawił podróż na Marsa. Była to trzecia powieść dotycząca podróży na tę planetę w literaturze anglojęzycznej.
MacColl był apologetą chrześcijańskim.

## Dzieła naukowe
- Symbolic Logic and Its Applications (1906)
- The Existential Import of Propositions (1905) (artykuł naukowy, współautor: Bertrand Russell)

## Powieści
- Mr. Stranger’s Sealed Packet (1889)
- Ednor Whitlock (1891)

## Eseje
- Man’s Origin, Destiny and Duty (1909)